# Дом Честера Артура
Дом Честера Артура (англ. Chester A. Arthur Home) — исторический дом 21-го президента США Честера Алана Артура, расположенный на Лексингтон-авеню в городе Нью-Йорк. Артур провёл большую часть своей жизни в этом доме, в частности уединился в резиденции после покушения на Джеймса Гарфилда, а после его смерти принял президентскую присягу в гостиной своего дома, в 1881 году.

## История
Дом Честера Артура был построен в 1855 году. Он располагается в районе Роуз-Хилл на Манхэттене, на восточной стороне Лексингтон-авеню между 28-й и 29-й улицами, и представляет собой пятиэтажное кирпичное здание в стиле архитектуры Возрождения. Он имеет ширину в три пролёта и имеет сложный карниз, который скрывает его плоскую крышу. Окна на трёх верхних этажах расположены в сегментированных арочных проёмах с распластанными каменными перемычками и подоконниками на кницах.
Честер Артур переехал в Нью-Йорк в 1853 году, где он занимался юридической практикой и политикой Республиканской партии. До переезда Артура и его жены Эллен данный дом принадлежал семье Бушей. В 1880 году, через несколько месяцев после смерти жены Артура Республиканская партия выбрала его на пост вице-президента в кандидатуре с Джеймсом Гарфилдом на предстоящих президентских выборах. После покушения на Гарфилда в июле 1881 года Артур остался в своём доме в Нью-Йорке, отказываясь ехать в Вашингтон и брать на себя обязанности президента. Вскоре, ночью 19 сентября 1881 года Артур узнал, что Гарфилд умер, после чего рано утром 20 сентября принял присягу на первом этаже своего дома и направился в Вашингтон. После окончания своего президентского срока Артур вернулся в Нью-Йорк и жил в этом доме до своей смерти в 1886 году.
В сентябре 1902 года дом приобрёл издатель Уильям Рэндольф Херст. С тех пор дом был значительно изменён, когда Херст поручил архитектору Джеймсу С. Грину переоборудовать верхние этажи в квартиры, а внизу сделать коммерческие помещения. На сегодняшний день на первых двух этажах здания находится продуктовый магазин «Kalustyan's», а на трёх верхних — квартиры.
В 1964 году внутри здания была установлена памятная бронзовая доска, а 12 января 1965 года дом был признан национальным историческим памятником. 15 октября 1966 года дом был добавлен в Национальный реестр исторических мест.

## Галерея

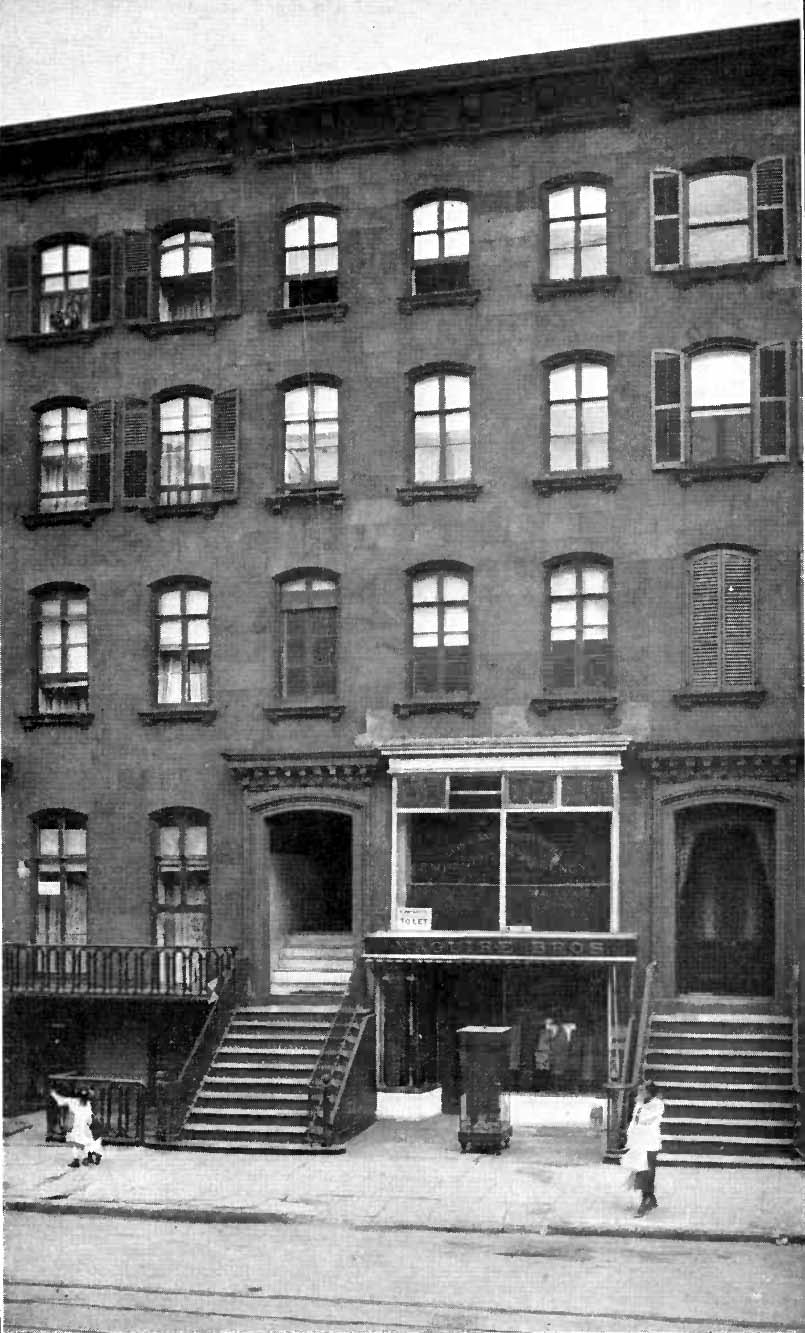
Дом Честера Артура, 1914 г.
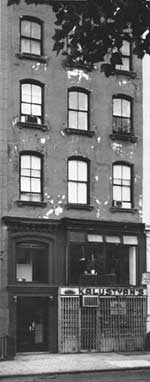
Дом в 1976 году